# Sixto Peralta
Pour les articles homonymes, voir Peralta.
Sixto Raimundo Peralta est un footballeur argentin né le 16 avril 1979 à Comodoro Rivadavia dans la Province de Chubut, en Argentine.

## Biographie
Il débute avec les professionnels au sein de l'équipe du Club Atlético Huracán. Il est sélectionné pour participer à la Coupe du monde de football des moins de 20 ans 1999. Après avoir joué 81 matchs pour 12 buts, il quitte en 1999 le Club Atlético Huracán pour rejoindre la formation du Racing. Cette équipe de la Province de Buenos Aires qu'il quitte l'année suivante après avoir inscrit 6 buts en 31 apparitions, pour rejoindre l'Europe et l'Inter de Milan à hauteur de 4,5 millions d'euros. 
Ne rentrant pas dans les plans de l'entraîneur, il est prêté au Torino F.C., puis l'année suivante à Ipswich Town. Puis toujours sous la forme de prêt, il fait son retour au Racing pour la saison 2002-2003. L'Inter de Milan ne souhaitant pas le conserver, il est transféré au club mexicain du Santos Laguna. 
Un an seulement après son arrivée, il prend la direction des Tigres UANL, toujours au Mexique. Club dans lequel il reste deux années pour un total de 6 buts et 64 matchs joués.
La saison 2006-2007 est pour lui un retour dans son pays natal, et notamment au Racing, club dans lequel il a déjà joué à 2 reprises. Au terme d'une saison difficile, il rejoint la formation de Club Atlético River Plate où il remporte le Tournoi de Clôture. 
C'est en 2008 que Sixto Peralta fait son retour en Europe, du côté du CFR Cluj, fraîchement champion de Roumanie. Ce titre permet à Mumo de découvrir la Ligue des Champions. Pour sa première participation, il est opposé à Chelsea, à l'AS Roma et aux Girondins de Bordeaux. Malgré une victoire contre l'AS Roma, son aventure européenne s'arrête à l'issue du premier tour. Au total, il aura participé à 5 matchs. Lors de sa deuxième année de contrat, il remporte le doublé Coupe-Championnat (le deuxième en 3 ans pour son club).
En juin 2009, il résilie son contrat avec le CFR Cluj, le club souhaitant réduire le salaire du joueur le mieux payé du championnat lors de la saison 2009-2010. Mais un mois plus tard, il annonce son retour au sein de l'effectif et affirme avoir accepté de voir son salaire réduit de moitié. Il dispute alors la Ligue des Champions en 2010-2011 pour la seconde fois de sa carrière.

## Palmarès

### En club
- Champion d'Argentine en 2008 (tournoi de clôture) avec le CA River Plate
- Champion de Roumanie en 2010 avec le CFR Cluj
- Vainqueur de la Coupe de Roumanie en 2009 et 2010 avec le CFR Cluj
- Vainqueur de la Supercoupe de Roumanie en 2008, 2009 et 2010 avec le CFR Cluj

- Copa Sudamericana :
  - 1/2 finaliste en 2007 avec le CA River Plate

### En sélection nationale
- Troisième de la Coupe du monde des moins de 17 ans en 1995